# الخضراء (السبرة)

تعديل مصدري - تعديل

الخضراء محلة تابعة لقرية الصيحار، التابعة لعزلة بلادالجماعي بمديرية السبرة إحدى مديريات محافظة إب في الجمهورية اليمنية.، بلغ تعداد سكانها 66 حسب تعداد اليمن لعام 2004.